# Рипли (округ, Миссури)
Округ Рипли (англ. Ripley County) — округ штата Миссури, США. Население округа на 2009 год составляло 13 395 человек. Административный центр округа — город Донифан.

## История
Округ Рипли основан в 1831 году.

## География
Округ занимает площадь 1631,7 км². 24,09 % площади округа занимает единственный национальный лес Миссури — «Марк-Твен».

## Демография
Согласно оценке Бюро переписи населения США, в округе Рипли в 2009 году проживало 13 395 человек. Плотность населения составляла 8.2 человек на квадратный километр.